# Същински пясъчни бои
Същинските пясъчни бои (Eryx) са род змии от семейство Боидни (Boidae), разпространени в пустинни и полупустинни области в Африка и Близкия изток до Индия. Видът пясъчна боа (E. jaculus) се среща и в южните части на Балканския полуостров, включително в България.
В някои класификации към род Eryx са причислявани и видовете от род Gongylophis.

## Видове
- Eryx borrii
- Eryx elegans
- Eryx jaculus – Пясъчна боа
- Eryx jayakari – Арабска пясъчна боа
- Eryx johnii – Индийска пясъчна боа
- Eryx miliaris
- Eryx somalicus – Сомалийска пясъчна боа
- Eryx tataricus
- Eryx whitakeri